# Saint-Palais, Gironde
 Saint-Palais là một xã thuộc tỉnh Gironde trong vùng Aquitaine tây nam nước Pháp. Xã này nằm ở khu vực có độ cao trung bình 60 mét trên mực nước biển.